# Desmopsis
Desmopsis es un género botánico de plantas con flores de la familia de las Annoniáceas. Se distribuye dese México hasta Colombia y también en Cuba.

## Descripción
Son arbustos a árboles pequeños. Hojas membranáceas a cartáceas, el nervio principal plano a impreso en la haz. Inflorescencias de pocas flores, terminales pero aparentando ser opuestas a las axilas o internodales, ocasionalmente caulifloras, pedicelos frecuentemente dispuestos en las axilas de brácteas foliáceas y a su vez con una segunda bráctea diminuta; flores en la antesis con fuerte olor a bananos maduros; sépalos valvados; pétalos 6, valvados, subiguales, linear-oblongos a ovados, carnosos, amarillos en la antesis; estambres numerosos, conectivos ensanchados, truncado-discoides; carpelos pocos a numerosos, óvulos 1–8, laterales. Fruto monocarpos esféricos a cilíndrico-oblongos, abayados y carnosos, estipitados a casi sésiles, rojos a morado obscuros cuando maduros; semillas discoides a subglobosas, lisas y circundadas por surcos longitudinales poco profundos o irregularmente rugosas; semillas sin arilo.

## Taxonomía
El género fue descrito por William Edwin Safford y publicado en Bulletin of the Torrey Botanical Club 43(4): 184. 1916.  La especie tipo es: Desmopsis panamensis (Rob.) Saff.

## Especies
- Desmopsis bibracteata (Rob.) Saff.

- Desmopsis dolichopetala  R.E.Fr.

- Desmopsis heteropetala R.E.Fr.

- Desmopsis lanceolatus Lundell

- Desmopsis maxonii Saff.

- Desmopsis mexicana R.E.Fr.

- Desmopsis microcarpa R.E.Fr.

- Desmopsis neglecta (A.Rich.) R.E.Fr. - pimienta malagueta de Cuba[3]

- Desmopsis oerstedii Saff.

- Desmopsis panamensis (Rob.) Saff.

- Desmopsis schippii Standl.

- Desmopsis trunciflora (Schltdl. & Cham.) G.E.Schatz